# Romneya
Romneya  é um gênero botânico da família Papaveraceae. Há duas espécies de gênero Romneya, nomeado em homenagem ao astrônomo irlandês John Thomas Romney Robinson.

## Descrição
Eles são notáveis por suas grandes flores brancas com centros amarelos intensos, que floresce no verão, esse gênero produz as maiores flores de todos os membros da família da papoula. Estas flores preferem um local ensolarado quente e de solo fértil com boa drenagem de água. Não são facilmente cultivadas mas, uma vez estabelecida são difíceis de remover. Na natureza, são conhecidas como "seguidoras de fogo" porque podem ser freqüentemente, mas não exclusivamente, encontradas em áreas de queimadas. São apelidadas de "flores ovo frito" por causa da aparência das flores.

## Espécies
- Romneya coulteri
- Romneya trichocalyx